# Kurt Gerstein
Pour les articles homonymes, voir Gerstein.
Vous lisez un « bon article » labellisé en 2008.
Kurt Gerstein (11 août 1905 à Münster, Empire allemand - 25 juillet 1945 à Paris, France) est un ingénieur des mines allemand, militant chrétien anti-nazi, mais membre du parti hitlérien dès 1933, de la SA en 1934, puis de l’Institut d’hygiène de la Waffen-SS (Hygiene-Institut der Waffen-SS) en 1941 à Berlin.
Il est le témoin, en août 1942, d'un gazage homicide dans le centre d'extermination de Bełżec, en Pologne. Il contacte un diplomate suédois et des personnalités religieuses afin qu'ils alertent les dirigeants politiques et le pape Pie XII sur l'extermination des Juifs d'Europe, mais sans succès. En 1945, il en fournit un récit qui forme le cœur de son « rapport » aux Alliés. Lors de son incarcération en France la même année, il est retrouvé pendu dans sa cellule dans des conditions non élucidées.
Le personnage de Gerstein est passé à la postérité grâce à ses écrits qui ont notamment inspiré une pièce de théâtre créée en 1963, Le Vicaire de Rolf Hochhuth, et un film sorti en 2002, Amen. de Costa-Gavras.

## Biographie

### L'enfance et la jeunesse
Kurt Gerstein naît dans une famille originaire de Basse-Saxe. Il grandit à Hagen. Son père, Louis, est juge, sa mère élève leurs sept enfants (Kurt est le sixième). Les relations de Kurt avec ses proches sont difficiles, la famille, très conventionnelle, ayant de la peine à intégrer l'originalité de l'enfant : le père, autoritaire, fier de l'Allemagne de Guillaume II et n'arrivant pas à « digérer » l'humiliation du traité de Versailles, cherchera toujours à faire entrer ce fils quelque peu rebelle dans le moule de la société allemande. Il écrira ainsi à Kurt, le 5 octobre 1944 : « Tu dois obéir aux ordres de tes supérieurs. C'est celui qui donne les ordres qui porte la responsabilité. Il ne peut y avoir de désobéissance ». Ses frères et sœurs n'arrivent pas à suivre son esprit « aventureux ». Un ami d'enfance confirmera que c'était « l'enfant terrible de la famille ».
Chez les Gerstein, on tient à prouver son origine aryenne, on souffre des préjugés antisémites, courants à l'époque, mais le juge Louis Gerstein n'hésite pas à avertir des avocats juifs de Hagen des premières mesures antijuives prises par les nazis en 1933 et à leur dire qu'il les regrette . À l'école, les sanctions répétées envers Kurt Gerstein n'arrivent pas non plus à discipliner cet élève moyen, mais original et intelligent : il abîme le matériel scolaire, proteste au tableau contre un devoir de latin trop important à son goût, puis, un jour, alors que son professeur de grec le fait revenir à l'école après les cours, il loue un fiacre pour s'y rendre, et dépasse un enseignant totalement ahuri qui allait à pied vers l'école. Il obtient finalement son baccalauréat à 20 ans.

### L'Église protestante, puis confessante

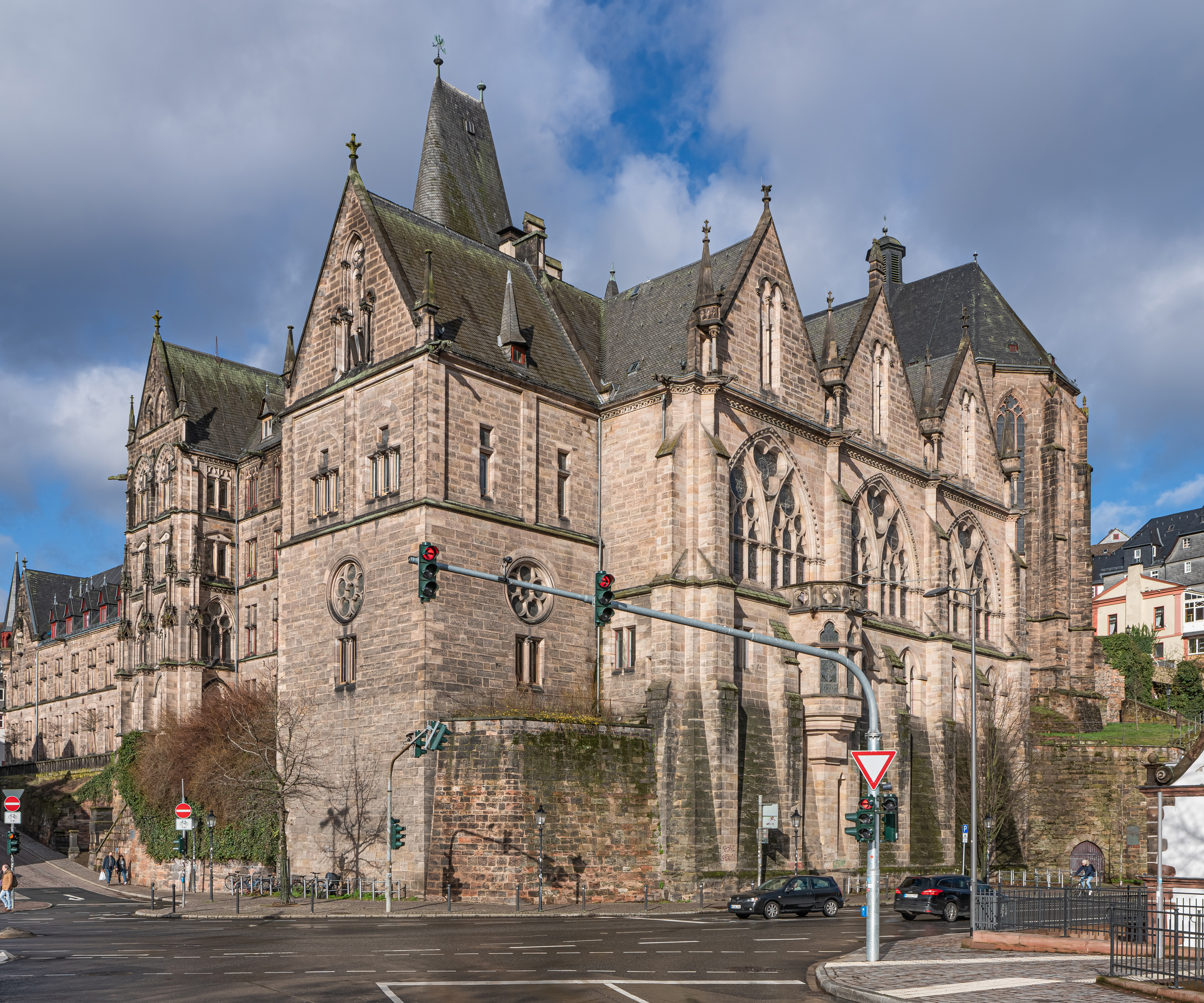
L'ancienne université de Marbourg.

En 1925, Kurt entre à l'université de Marbourg, où il rejoint les rangs d'une société d'étudiants, la « Teutonia ». Il le fait à la demande de son père, mais réprouve l'absence de sens moral et de sérieux des étudiants ; sa condition physique affaiblie par un fort diabète l'empêche de livrer tous les duels exigés pour devenir membre à part entière et il n'en sera qu'un « demi-membre » . Le nationalisme ardent qui distingue la « Teutonia » ne semble en revanche pas le déranger. D'ailleurs, Kurt Gerstein restera très longtemps un nationaliste allemand.
Après un an et demi à Marbourg, Kurt Gerstein poursuit ses études à Aix-la-Chapelle, puis à Berlin-Charlottenburg. Il en sort, en 1931, avec un diplôme d'ingénieur des mines.
Parallèlement à ses études polytechniques, Kurt Gerstein vit une intense activité religieuse. Une brochure qu'il publie à compte d'auteur, Um Ehre und Reinheit (De l'honneur et de la pureté) en donne un aperçu. Pour Kurt, Dieu est celui qui dirige tout, à qui il faut se soumettre sans discussion et surtout à qui il faudra « rendre des comptes ». Dans ses écrits, Kurt Gerstein insiste beaucoup sur cette question des comptes à rendre, y compris dans une lettre à son père écrite le 5 mars 1944 depuis l'hôpital militaire de Helsinki. Si Kurt était un enfant difficile, il reconnaîtra une fois adulte que « l'autorité et la confiance sont les deux fondements de l'éducation ». Outre l'autorité, la pureté est un leitmotiv des réflexions de Kurt, un idéal à atteindre. Il décrit une adolescence passée dans un « sentiment de culpabilité et une nostalgie de la pureté ».
Pour compenser l'ambiance délétère de ses camarades de la « Teutonia », il se met à lire la Bible et trouve une certaine sérénité auprès de l'Église protestante. Il prend rapidement des responsabilités au sein de l'Église, en particulier dans les cercles bibliques (groupes d'études bibliques pour les jeunes). L'Église protestante allemande prône un fort nationalisme et une soumission à l'autorité, parfois mâtinés d'antisémitisme. Divisés en vingt-huit Églises, certaines luthériennes, d'autres calvinistes, les protestants allemands, bien qu'au nombre de quarante millions de fidèles, sont mal armés pour résister aux assauts du nazisme. La grande majorité suivra l'idéologie au pouvoir, ce seront les « chrétiens allemands », fervents défenseurs notamment des théories racistes.
Devant le danger de voir le protestantisme infiltré et submergé par l'idéologie du NSDAP, une minorité s'opposera au pouvoir, ce sera l'« Église confessante ». Le meneur de l'Église confessante est le pasteur Martin Niemöller avec lequel Kurt Gerstein entretiendra une relation d'amitié à travers les ans. Au début au moins, Hitler apparaît comme une option séduisante aux hauts responsables de l'Église confessante qui ne se distinguent donc pas de la majorité des protestants sur ce point : ainsi, le 1er mai 1933 transformé en Jour de la communauté nationale est, pour le pasteur Niemöller, « un jour plein de joie, un jour qui éveille des espérances », tandis que le superintendant Otto Dibelius, autre figure de proue des confessants, dit, à propos de la victoire électorale des nazis : « Il n'y en aura que peu d'entre nous à ne pas se réjouir du fond du cœur de ce grand tournant ».
Au sein de l'Église protestante, puis confessante, Kurt Gerstein s'occupe des jeunes. Il partage leurs doutes, anime des réunions de prière, des camps, fait du sport et des randonnées avec eux. Sa personnalité charismatique a une grande influence sur les participants. Kurt rejoint les cercles bibliques (Bund deutscher Bibelkreise) en 1928 et est l'un de leurs principaux animateurs jusqu'à leur dissolution, en 1934. Il gagne le surnom de Vati (« papa ») par lequel les jeunes lui marquent leur affection et leur respect. Les mouvements de jeunes protestants refusent le matérialisme et préfèrent se battre pour « renouveler le peuple ».
Finalement, par glissement, l'identification entre le Roi sauveur et le Führer fait son chemin dans les rangs de l'Église allemande. Ainsi que l'explique Saül Friedländer, « il est probable que les influences combinées de l'éducation autoritaire, de la tradition nationaliste et de l'atmosphère au sein du protestantisme allemand aient contribué à la décision de Kurt Gerstein d'adhérer au parti national-socialiste le 2 mai 1933 ». Il a alors 27 ans.

### Le parti nazi et la Sturmabteilung
De façon apparemment antithétique avec son militantisme protestant, Kurt Gerstein rejoint les rangs du parti d'Adolf Hitler quatre mois à peine après l'arrivée de celui-ci au pouvoir. Son pasteur, à Hagen, s'entretient avec lui de cette contradiction et attire l'attention de Gerstein sur la nature sanguinaire des nazis, mais il n'arrive pas à convaincre son paroissien de rester hors de la vie politique nationale. Kurt Gerstein ne s'arrête d'ailleurs pas à son inscription au parti puisque, en octobre 1933, il fait son entrée dans la SA.
L'entrée du chrétien convaincu Gerstein dans les rangs nazis est ambiguë, mais l'action du nazi Gerstein l'est finalement tout autant. On le verra pendant la guerre, mais, dès le début, la nouvelle recrue Gerstein donne du fil à retordre à ses supérieurs.

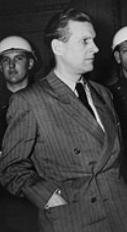
Baldur von Schirach lors du procès de Nuremberg.

En effet, bien que membre du parti, Kurt s'oppose toujours aux efforts nazis pour mettre l'Église sous influence. En particulier, sur la question des jeunes, l'Église, avec les Cercles bibliques (en allemand, « Bund Deutscher Bibelkreise », BK), créés en 1930 et dirigés par K. Gerstein, et les Jeunesses hitlériennes (dirigées par Baldur von Schirach) se livrent une lutte sans merci qui se conclut par la dissolution des Cercles bibliques en février 1934 et l'intégration de leurs membres aux Jeunesses hitlériennes. Le 19 décembre 1933, l'évêque du Reich annonce officiellement que les huit cent mille Jeunes Protestants rejoignent « spontanément » les Jeunesses hitlériennes. Deux jours plus tard, Kurt Gerstein envoie des télégrammes de protestation virulente à Baldur von Schirach et à l'évêque du Reich : il reproche au chef des Jeunesses hitlériennes « l'annihilation du protestantisme allemand » et l'avertit qu'il ne peut « pas savoir ce que cela signifie pour le peuple et l'État allemands ». À l'évêque Müller, Gerstein écrit : « Abandon de l'œuvre de jeunesse protestante par l'évêque du Reich. […] coup de poignard absolument inattendu de ce côté. L'Église meurt de la main de l'évêque. Avec honte et tristesse pour une telle Église du Christ. »
Dans son discours prononcé lors de la dissolution effective des cercles bibliques, Kurt Gerstein s'adresse à ceux de Hagen ; il dresse une analogie entre la flotte allemande qui a préféré se saborder plutôt que d'entrer dans les ports britanniques après le traité de Versailles, « quelque chose d'admirable et d'unique ». Il relève la pureté de l'étendard que les Cercles bibliques ont porté pour Jésus-Christ et pour l'Allemagne. On retrouve ici le nationalisme allemand de Gerstein et sa conviction que l'Allemagne ne peut se passer du christianisme. Il estime que les jeunes chrétiens n'ont pas été vaincus par la Jeunesse hitlérienne, bien que le combat ait été inégal dès lors qu'avait été jeté dans la bagarre le nom du Führer « vers lequel nous portons nos regards avec une gratitude émue et dont nous acceptons l'ordre sans la moindre réserve. […] Nous abandonnons la lutte puisque l'autorité de l'État totalitaire nous a fait savoir que nous avions à nous rallier ».
Ayant malgré tout perdu la bataille pour le contrôle de la jeunesse protestante allemande, Kurt Gerstein emploie désormais son énergie à défendre « l'Église confessante ». Il s'offusque devant la violation des rares promesses faites par le pouvoir, et écrit, le 18 mars 1934 à un ami : « Témoigner devient pour moi une nécessité à laquelle je puis de moins en moins échapper. Les conditions nous sont peu favorables. […] Mais il y a assez de travail. Nous voulons le faire. »
Kurt Gerstein va dépenser d'importantes sommes pour imprimer des milliers de brochures qu'il remplit de sa vision de l'Église, de la société, de la morale. Mais il ne s'arrête pas à ce travail de propagande. Le 30 janvier 1935, il se rend à la représentation de la pièce anti-chrétienne Wittekind, inspirée de l'histoire de Widukind de Saxe, d'Edmund Kiss à Hagen. Le spectacle a été mis sur pied par les Jeunesses hitlériennes et, si la première s'est déroulée sans incident, la deuxième représentation a été chahutée par un groupe de jeunes catholiques au point que la police a dû expulser une trentaine de personnes de la salle. Le maire de Hagen a appelé à un peu de dignité, mais la représentation suivante a de nouveau été troublée par un spectateur du premier rang arborant l'insigne du parti et venu accompagné de deux SA en uniforme ; au moment d'une réplique blasphématoire, ledit spectateur s'est levé, crie que « c'est incroyable ! Nous ne laisserons pas insulter publiquement notre foi sans protester » et se fait battre par des nazis : une blessure à l'œil, quelques dents en moins. Ce spectateur isolé venu protester bruyamment de sa désapprobation était Kurt Gerstein.
Les contradictions internes entre une foi chrétienne ardente et une adhésion aux principes nazis vont conduire Kurt Gerstein à multiplier les actes provocateurs, « les incidents avec la Hitler-Jugend et avec la Gestapo elle-même sont constamment à l'ordre du jour » ; après la perquisition de la Gestapo dans un camp de vacances qu'il anime, Kurt Gerstein n'hésite pas à écrire au bureau de Dortmund : « Puisque vous vous intéressez si activement aux questions de la jeunesse, vous pourriez peut-être, en tant que police secrète d'État, veiller à assurer le respect de jure et de facto du droit souvent confirmé par le Führer de croire et de pratiquer sa religion, droit qui appartient également à la jeunesse. C'est alors que, dans le cadre du grand idéal d'une Allemagne nationale-socialiste, la paix et l'unité reviendront au sein de la jeunesse […]. Mais vous ne pourrez atteindre ce but par des mesures ne provoquant que l'amertume, du genre de celles que vous avez prises, Heil Hitler… ». Une nouvelle fois, Kurt Gerstein mêle l'approbation des idéaux nazis avec une ferme protestation devant leur non-respect par les organes du pouvoir, sans craindre apparemment de représailles.

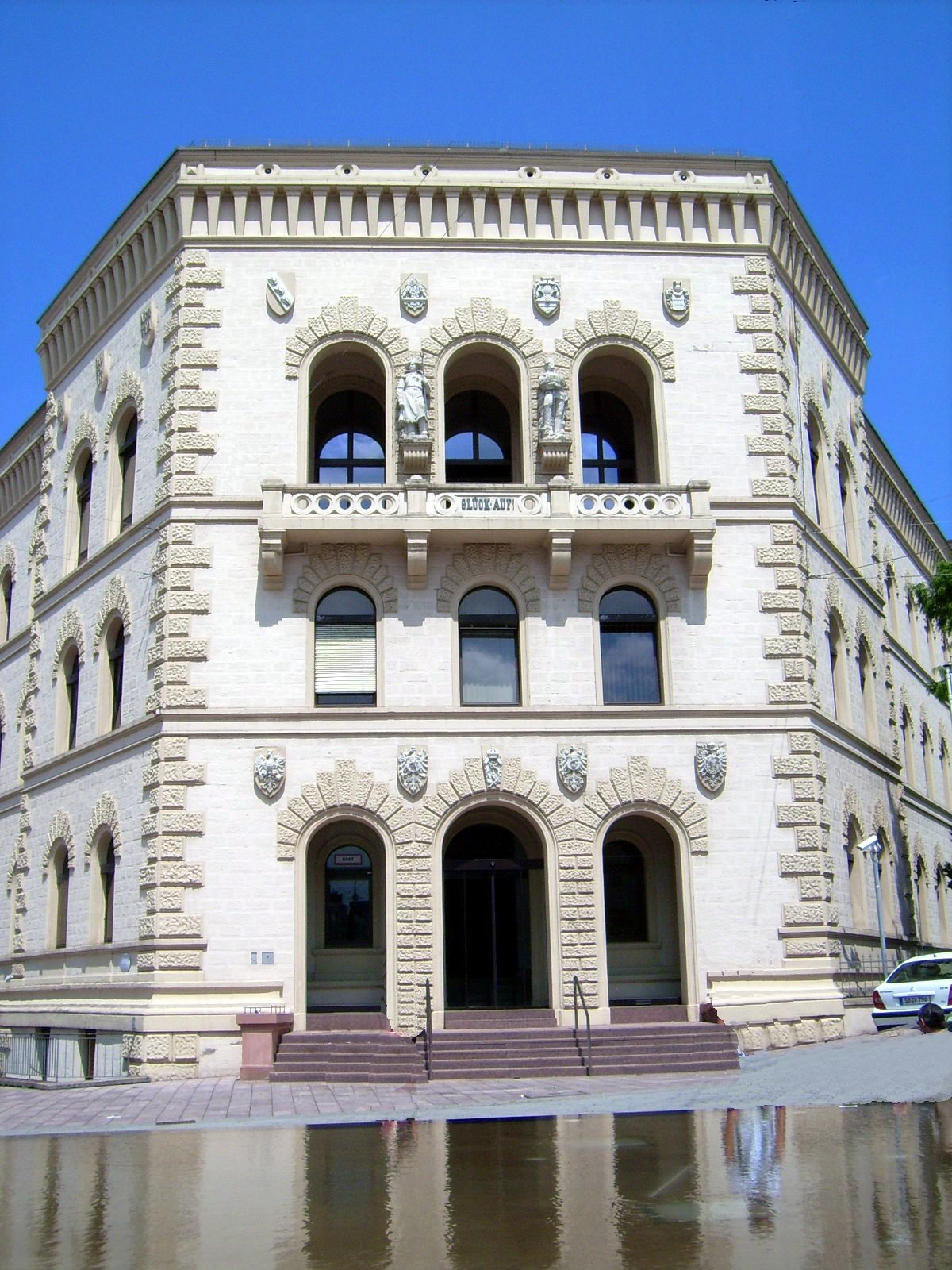
Sarrebruck : siège des charbonnages de la Sarre.

Cependant, ses amis constatent qu'il devient de plus en plus fébrile, qu'il se disperse dans des activités multiples, et frôle le surmenage. Pendant ces années, Kurt Gerstein cède régulièrement à l'ironie et au persiflage – ce qui lui vaudra d'ailleurs sa première arrestation, le 26 septembre 1936, puis son exclusion du parti nazi le 15 octobre 1936 pour « activités contre le parti et l'État ». La cause en est une nouvelle provocation : chargé d'organiser à Sarrebruck le premier congrès des mineurs allemands après le retour de la Sarre dans le giron allemand, Kurt Gerstein joint aux cartons d'invitation deux papiers sur lesquels il avait écrit : « Compartiment pour voyageurs accompagnés de chiens enragés. » et « Compartiment pour voyageurs atteints de maladie contagieuse. » La police découvrit en outre à son domicile plus de mille lettres destinées à des hauts fonctionnaires du gouvernement ou de la justice, et contenant des brochures interdites de l'Église confessante ; les brochures avaient des titres tout à fait explicites : Déchristianisation de la jeunesse, Un mot au sujet de la situation de l'Église, Commentaire au procès-verbal de gendarmerie (Penzberg/Obb) sur le refus de pavoiser les églises le 1er mai 1936, Sermon prononcé le 3 mai 1936 par le pasteur Humburg (Wuppertal). La police trouva aussi 7 000 enveloppes vides mais pré-adressées à d'autres hauts fonctionnaires de la justice. Lors de son interrogatoire, Kurt Gerstein a justifié son action par le fait qu'il avait constaté auprès des collègues de son père qui visitaient la maison familiale que « la magistrature allemande n'était pas informée, comme il aurait été souhaitable dans cette profession, de l'ampleur de la lutte contre l'Église ».
Diffuser de tels pamphlets viole la loi nationale-socialiste sur « la défense de l'uniforme et du parti » promulguée le 20 décembre 1934. Les interventions de hauts dignitaires de l'Église confessante et de Louis Gerstein n'éviteront pas à Kurt six semaines de détention à Sarrebruck et l'exclusion du parti NSDAP, prononcée le 15 octobre 1936 par le tribunal du Gau de Sarre-Palatinat qui reconnaît pourtant comme circonstance atténuante le fait que Kurt Gerstein « aurait agi par conviction religieuse, ce qui semble plausible ».

### Un début de carrière en dents de scie
La carrière professionnelle de Kurt Gerstein est intimement liée à ses déboires politiques.
En effet, il obtient son diplôme d'ingénieur des mines en 1931. Durant quelques années, il travaille sans faire de vagues, progressant dans la hiérarchie de l'industrie minière. En 1935, il est employé aux Mines de la Sarre, une exploitation d'État (les Sarrois ont voté massivement pour un retour dans le giron de l'Allemagne). C'est là que les fils professionnel et politique de la vie de Kurt Gerstein se rejoignent, puisque c'est dans le cadre de l'organisation d'un congrès des mineurs de la Sarre qu'il provoque son arrestation, puis son exclusion du parti à l'automne 1936 (voir ci-dessus). Si l'exclusion du parti au pouvoir est en soi un coup dur, surtout pour Louis Gerstein qui est un nazi convaincu, elle a également des conséquences importantes et directes sur la vie professionnelle de Kurt : sans carte du parti, impossible de travailler pour l'État . Or, la grande majorité des mines appartient à l'État et l'ingénieur des mines Gerstein, jeune fiancé à la fille d'un pasteur, Elfriede Bensch, se retrouve privé de toute perspective d'emploi dans sa spécialité.
D'intenses efforts sont déployés par la famille Gerstein (le père et certains frères) pour que Kurt soit réintégré dans le parti – seule solution pour retrouver un emploi rémunéré. Apparemment poussé et contraint par ses proches, Kurt Gerstein écrit une lettre au tribunal régional du parti le 28 novembre 1936 où il plaide pour son retour et assure de sa loyauté en mettant en avant notamment qu'il a « lutté des années durant contre les attaques judéo-bolchéviques menaçant la force populaire allemande, [...] contre les entreprises scandaleuses judéo-galiciennes Fromms Act et Prim Eros qui distribuaient, par l'intermédiaire de la ligue communiste pour la protection de la mère, des millions d'échantillons gratuits de préservatifs parmi les tout jeunes adolescents. » En conséquence de quoi, il poursuit : « Je n'essaie pas d'échapper à ma peine, car je reconnais pleinement l'avoir méritée. Je demande cependant qu'on m'épargne la sanction la plus sévère, celle de l'exclusion ». Il comparaît début janvier devant le tribunal régional du parti à Bochum, puis s'adresse fin janvier au Tribunal suprême de la NSDAP à Munich, toujours pour faire annuler son exclusion.

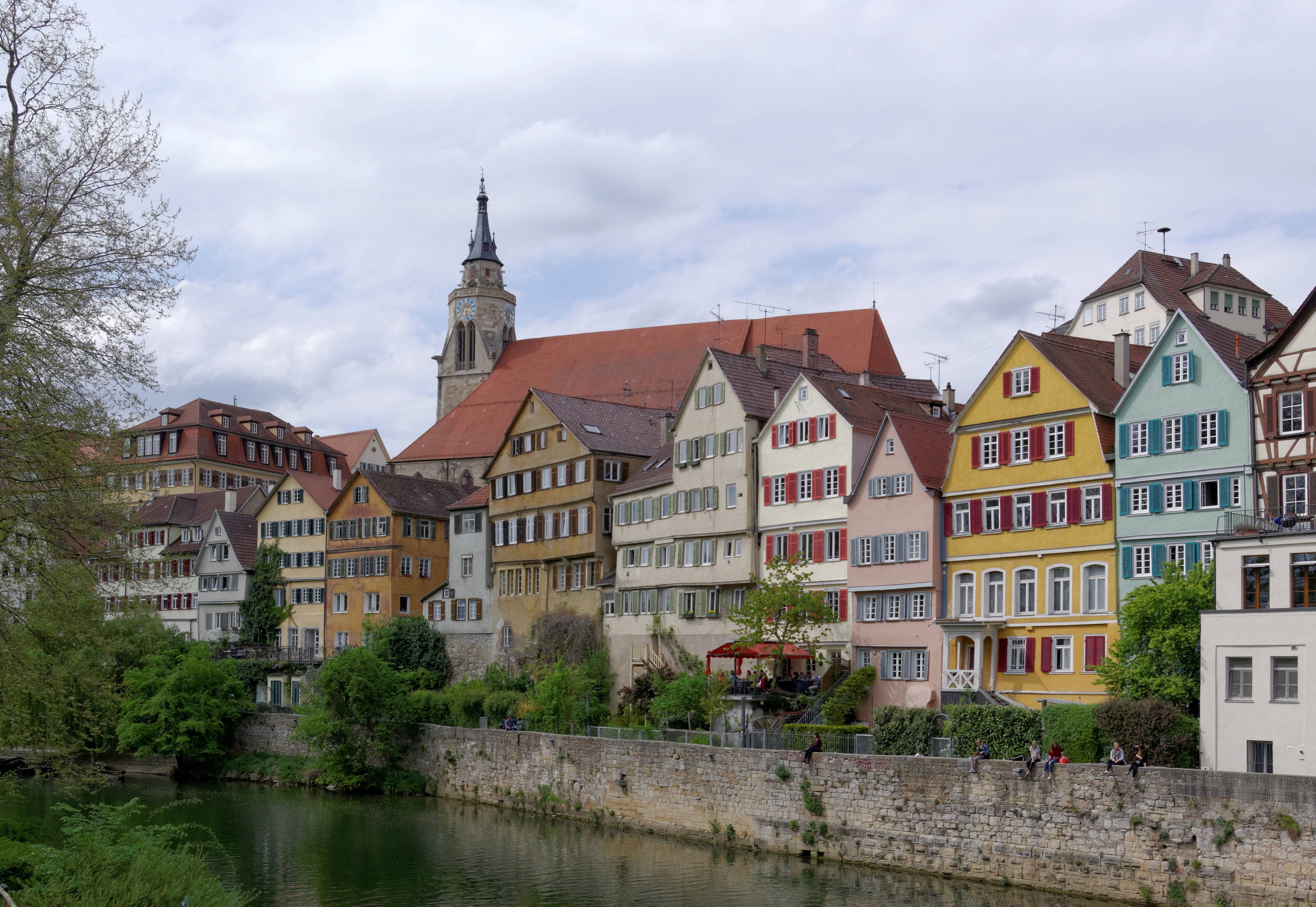
Tübingen.

Mais la réponse positive tant attendue tarde à venir, et Kurt Gerstein s'installe à Tübingen. Il y commence des études de théologie mais se tourne rapidement vers la médecine tropicale, qu'il étudie à l'Institut des missions protestantes.
Peu motivé par ses études et sans source de revenus, Kurt Gerstein s'évade dans les activités religieuses et la diffusion de brochures qu'il a lui-même écrites. Il y disserte surtout sur les problèmes moraux des jeunes hommes dans l'Allemagne des années 1930. Il s'efforce de démontrer que nationalisme et christianisme peuvent faire bon ménage, mais que les « chrétiens-allemands » sont dans l'erreur. Il organise même des conférences où il sensibilise la jeunesse aux défis de l'époque, mais sans franchir la ligne rouge. Malgré cette prudence nouvelle, il est à nouveau arrêté le 14 juillet 1938, car « son comportement nuisait aux intérêts du peuple et de l'État » ; en réalité, Kurt Gerstein est accusé d'être impliqué dans un complot monarchiste. L'enquête démontrera pourtant que s'il était au courant du projet, il n'y a pas participé activement : entre-temps, il aura passé six semaines au camp de concentration de Welzheim, une expérience traumatisante qui le marque pour le restant de ses jours et affaiblit son organisme (problèmes cardiaques, tension nerveuse). Cet épisode pénible n'aura pourtant pas eu que des côtés négatifs, puisqu'au cours de l'enquête, Kurt Gerstein croise un agent de la Gestapo qui est sensible à ses thèses, Ernst Zerrer, et œuvre à sa libération somme toute rapide qui a lieu le 28 août 1938.
À sa sortie du camp, après avoir obtenu un non-lieu sur l'accusation de haute trahison, Kurt Gerstein est totalement démuni financièrement, d'autant plus qu'il a dépensé d'importantes sommes de son capital personnel dans la production et la diffusion de ses brochures. Louis Gerstein, bien qu'en opposition avec son fils sur le plan des idées et de la philosophie de vie, ne ménage pas ses efforts pour assurer un emploi à Kurt, et pour obtenir sa réintégration au parti nazi : le 9 septembre 1938, il plaide une nouvelle fois la cause de son fils auprès du tribunal du parti, expliquant l'urgence d'une réintégration : « Il [...] est incapable de subvenir [...] à ses besoins et à ceux de sa famille [...] Mon fils a donc de gros soucis, le plus dur étant l'incertitude en ce qui concerne son avenir. »
Pour se refaire une santé morale, Kurt Gerstein et sa jeune épouse entreprennent une croisière à Rhodes en octobre 1938. Il profite d'une escale en Italie pour écrire à un parent émigré aux États-Unis et lui faire part de ses intentions d'émigrer outre-Atlantique. La vie en Allemagne est désormais devenue dangereuse pour lui : l'Église confessante a été décapitée, 804 paroissiens ou cadres ont été arrêtés pour la seule année 1937, le pasteur Niemöller est en camp (il n'en ressortira pas avant de nombreuses années), et toute incartade enverrait indubitablement Kurt Gerstein derrière les barreaux sans nouvelle possibilité de libération au vu de ses lourds antécédents. Si la lettre au cousin d'Amérique est pleine de désespoir, la missive qu'il envoie pratiquement simultanément à son père (qui s'affaire toujours à obtenir la réintégration de Kurt dans le parti) est au contraire une profession de foi dans l'avenir radieux de l'Allemagne nazie.
Enfin, après une attente interminable pour toute la famille Gerstein, le tribunal du parti nazi transforme l'exclusion de Kurt Gerstein en congédiement, le 10 juin 1939. La réintégration pleine et entière n'a pas été obtenue, mais être congédié n'est pas une cause d'empêchement au travail : l'objectif principal a donc été atteint.
Avec le soutien d'un ami de la famille, grand industriel, Kurt Gerstein trouve presque immédiatement un emploi à Merkers (Thuringe), dans une mine de potasse exploitée par la société (privée) Wintershall ; il y restera en poste jusqu'en octobre 1940 .

### La guerre
Il se porte volontaire pour la Heer en octobre 1939 et la Luftwaffe en juillet 1940 (sans suite) puis en décembre pour la Waffen-SS . Durant toute cette année, il a assidûment fréquenté les cercles nazis et collaboré avec la Jeunesse hitlérienne, « à des échelons assez élevés » comme il le précise à un ami . En octobre, il quitte Wintershall pour rejoindre la fabrique de pompes pour locomotives de son grand-père, à Düsseldorf où il restera jusqu'au 5 mars 1941.
En février 1941, sa famille reçoit l'urne funéraire de Berthe Ebeling, une parente, malade mentale, prétendument morte naturellement en clinique psychiatrique. Kurt Gerstein réagit violemment, clamant qu'elle a été assassinée à Hadamar, dans le cadre du programme Aktion T4, vaste entreprise d'euthanasie entrepris par les autorités contre les « aliénés » (malades mentaux, handicapés, etc.). Sa décision est prise, il va plonger au cœur du pouvoir, là où de tels programmes sont supervisés, afin de comprendre ce qui s'y passe.
À ses amis protestants ahuris par un tel retournement chez leur « Vati » qui avait toujours prôné la résistance, il justifie son entrisme par son désir « de savoir ce que font ces gens […], d'en contrôler la direction […] et de clamer [leurs crimes] à tout le peuple » ; eux le perçoivent comme une folie ou une trahison, et il perdra plusieurs amis à cette occasion . Il reçoit la réponse, positive, à sa demande en mars. Dans son rapport, Kurt Gerstein explique cette surprenante décision (au vu de ses précédents déboires avec la justice nazie) par « l'aide de deux références d'agents de la Gestapo ». L'un d'eux, Ernst Zener, a, par la suite, nié le fait et suggéré plutôt l'action discrète d'une très haute personnalité. Celle-ci semble bien être Walter Schellenberg, général et chef du SD, contacté par Gerstein père par l'entremise d'un ami commun . Quoi qu'il en soit, Kurt Gerstein l'activiste confessant est désormais admis dans la SS et il y restera jusqu'à la fin de la guerre.
Du 10 mars 1941 au 2 juin 1941, Kurt Gerstein suit l'instruction à l'école du régiment « Germanie » à Hambourg-Langenhorn, puis à Arnheim avec une quarantaine d'autres médecins.
En raison de son double statut d'ingénieur diplômé et de sa formation médicale, il est affecté à l'institut d'Hygiène, à l'état-major de Berlin, dans le département « Hygiène de l'eau » dirigé par le docteur Krantz.
L'institut d'Hygiène de la Waffen-SS est notamment chargé de la supervision sanitaire des camps de concentration et, sous couvert de désinfection, de la confection des gaz toxiques ; Kurt Gerstein écrit au sujet de son affectation dans ce haut lieu du pouvoir nazi : « Un hasard extraordinaire ressemblant étrangement au destin me mit en situation de jeter un coup d'œil exactement là où, de toutes les fibres de mon cœur, je voulais voir clair. Parmi les milliers de postes possibles, on m'avait confié juste celui qui s'approchait le plus de cette sorte de chose. Si j'y pense, compte tenu de mon passé, cela me semble incroyable. Vraiment, le SD et plus encore le RSHA (office central de sécurité du Reich) ont magnifiquement dormi. Ils ont rendu le bouc jardinier ». Pour Pierre Joffroy, Kurt Gerstein est un « archange qui a réclamé un strapontin à l'enfer – et qui l'a obtenu . »
À la suite d'un stage à l'école des désinfecteurs, à Oranienburg, il est en effet affecté à la prévention des épidémies, essentiellement le typhus, dans la troupe et les camps, par le traitement de l'eau et la désinfection. Il met au point un système novateur de désinfection de l'eau qui lui vaut les félicitations de ses supérieurs et une promotion : il est nommé, en novembre, sous-lieutenant et chef du département « Hygiène technique » (ensemble des moyens de désinfection). Il voyage beaucoup dans divers pays d'Europe, dont la France, où sont fabriqués les équipements (appareils, véhicules) utilisés dans ces buts. Il visite aussi les casernes et les camps de prisonniers qui doivent être équipés de ce nouveau système de désinfection, ou nécessitent des campagnes de désinfection active contre la vermine.
En novembre 1941, il est reconnu par l'un des magistrats qui avaient prononcé son exclusion du parti nazi quelques années plus tôt ; le juge n'était manifestement pas informé de la réintégration de Kurt Gerstein, et s'offusque de le voir porter l'uniforme SS à l'enterrement de son frère Alfred Gerstein. Le magistrat dénonce le passé tumultueux de Kurt Gerstein aux services de Heinrich Himmler, et le SD en informe le chef de l'institut d'Hygiène, Joachim Mrugowsky. Kurt Gerstein est à nouveau sous surveillance de la Gestapo, interdit d'uniforme et de port d'arme, et son pouvoir à donner des ordres est restreint ; mais il n'est pas licencié car ses connaissances professionnelles sont précieuses à l'institut d'Hygiène et son chef Mrugowsky l'a pris sous sa protection à la suite d'échanges de bons procédés, une technique louvoyante dans laquelle Kurt Gerstein excelle. Sa mutation, pourtant exigée par le parti, est également refusée.
Kurt Gerstein poursuit ses activités souterraines anti-nazies et en faveur de détenus des camps : par exemple, lorsqu'il inspecte les camps dans le cadre de ses activités de désinfection, il « oublie » souvent de la nourriture ou des cigarettes dans les quartiers réservés aux prisonniers. Parallèlement, il fait engager à l'institut d'Hygiène plusieurs personnes qui lui sont totalement loyales, dont Horst Dickten, dont il avait été le tuteur.
C'est début juin 1942 qu'a lieu, d'après le témoignage de Kurt Gerstein, une soudaine mission ultra-secrète confiée par le Sturmbannführer Günther, chef de la section évacuations du bureau des affaires juives dirigé par Eichmann au RSHA : convoyer et tester du cyanure de potassium (d'acide prussique, dans son « rapport »), dans le camp d'extermination de Belzec, en Pologne occupée. L'objectif était de remplacer le procédé de mise à mort à l'oxyde de carbone par le Zyklon B. L'inspection donna lieu à un incident regrettable. Le moteur diesel tomba en panne et l'opération de gazage s'éternisant, Christian Wirth, le commandant du camp, demanda à Gerstein que le nouveau procédé proposé pour Belzec ne soit pas retenu à Berlin, ce à quoi Gerstein consentit et en conséquence il fit enterrer les 100 kg de zyklon apportés sur place. Dans le train du retour, le 20 août, il se confie à un inconnu, secrétaire du consulat de Suède à Berlin, le baron Göran von Otter, lui faisant le récit de l'extermination d'un groupe de déportés. Le rapport que fit ce dernier de cette rencontre resta dans les tiroirs en dépit du fait qu'« à cette époque, des rumeurs circulaient déjà sur l'extermination ». À Berlin, Kurt Gerstein se rend ensuite à la nonciature apostolique, mais se fait éconduire. Il ne s'en « remettra jamais tout à fait » . Il continuera cependant à vouloir alerter diverses autorités religieuses locales ainsi que les États neutres, en pure perte. Sa dernière tentative fut, par ses contacts néerlandais, de faire passer son récit aux Britanniques. Mais, en réponse, on le pria « de ne plus fournir d'atrocités inventées » .

### Prisonnier
Sachant la fin du régime proche, Kurt Gerstein quitte Berlin en mars 1945 sous le prétexte d'un déplacement professionnel. Il arrive le 26 mars à Tübingen où il passe quelques jours avec sa femme et ses trois enfants. Ainsi que l'explique Elfriede Gerstein dans une lettre datant de 1965, son mari pensait que les Américains étaient plus près de Tübingen qu'ils ne l'étaient en réalité. Coupé malgré tout de Berlin par la ligne de front, il ne peut regagner la capitale. Ne voulant pas mettre sa famille en danger, il quitte Tübingen et ne reverra plus sa femme et ses enfants : il lui est désormais impossible de revenir à Tübingen car la ville est tombée aux mains des Alliés. Il trouve alors refuge à Urach chez des amis médecins où il vit jusqu'à ce que la rumeur annonce l'arrivée dans la bourgade d'un détachement SS : désormais considéré comme déserteur (n'ayant plus donné signe de vie à ses supérieurs depuis près d'un mois), tomber sur des SS en déroute aurait été le pire qui pût arriver à Kurt Gerstein. Il ne lui reste plus qu'une solution, se rendre aux Alliés, et plus précisément aux Français qui sont dans la région.
C'est ainsi que, le 22 avril 1945, Kurt Gerstein se livre au commandement français établi dans la ville de Reutlingen et fait état de son passé anti-nazi. Dans un hôtel à Rottweil, où il est tenu prisonnier sur parole jusqu'au 26 mai, il rédige un texte en témoignage de son opposition au régime hitlérien et dénonçant les crimes nazis : « Mon activité au SSFHA était a priori une pure activité d'agent au service de l'Église confessante » écrit-il à son épouse le 26 mai. Il quitte Rottweil pour être mis à la disposition de l'ORCG (Organe de recherche des crimes de guerre). Cet avenir proche lui inspire confiance : « on s'intéresse très fortement à mon cas et [...] je dois comparaître devant la Cour internationale de justice en qualité d'un des principaux témoins contre les criminels de guerre » confie-il à sa femme ce même jour. À Paris, il est soumis à des interrogatoires. Le 26 juin, devant le commandant Beckhardt, officier de l'ORCG, il se présente comme « chef de la résistance protestante, en liaison avec la résistance hollandaise [...], avec la résistance de Suède [...] et la résistance de Suisse ». Il expose qu'il « reconnaissait le projet d'utilisation du cyanure et était décidé à 1. essayer d'en faire disparaître ; 2. de faire savoir aux ouvriers qui le fabriquaient que ce produit était destiné à tuer des êtres humains ». Le lieutenant-colonel Mantout, chef de l'ORCG, qui avait assisté à l'interrogatoire, rapportera plus tard qu'il avait vu en Gerstein « un mystique traumatisé et désespéré de n'avoir pas été pris au sérieux, ni par les Allemands, ni par les Alliés » .

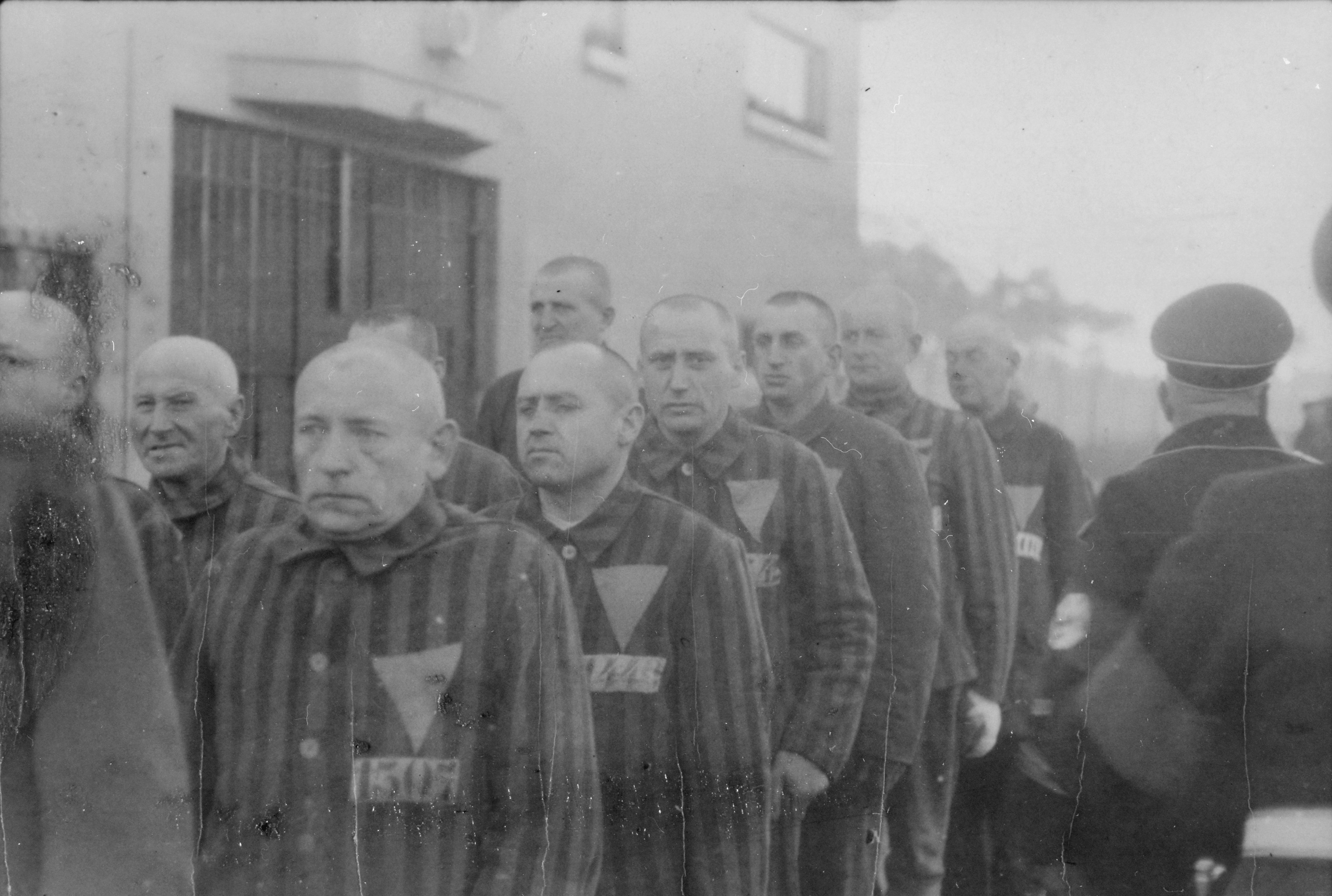
Au camp de concentration d'Oranienburg-Sachsenhausen.

Les 13 et 19 juillet, Kurt Gerstein résume ainsi sa carrière au juge d'instruction : « Au début, je n'avais aucun emploi défini. […] Mais, plus tard, je demandais à m'occuper plus spécialement des appareils de désinfection et des questions d'eau potable […] En gros, je remplis ces fonctions jusqu'au mois d'avril 1945 [...] remplissant de temps à autre quelques missions auprès des firmes qui fabriquaient les différents appareils utilisés dans le service [...] et examiner et contrôler les installations sanitaires d'Oranienburg (deux fois), Droegen (deux fois), Ravensbruck, Belzec, Treblinka et Maidaneck, et enfin Heinkelwerk. »
Après avoir été soupçonné d'être celui qui a mis au point la chambre à gaz homicide, son récit de la mission dont il avait été chargé laissant apparaître « trop d'invraisemblances » aux yeux des officiers français, il est inculpé de participation directe ou indirecte à l'assassinat de nombreux déportés […] en fournissant deux cent soixante kilogrammes de cyanure destinés à asphyxier les victimes dans les chambres à gaz . À la prison du Cherche-Midi à Paris, où il est traité comme un criminel de guerre nazi, il reste incarcéré dans l'attente de passer devant la justice militaire et est placé en isolement cellulaire le 20 juillet. Dans une lettre inachevée, il demande à un ami hollandais de témoigner en sa faveur . Il est trouvé pendu dans la journée du 25 juillet 1945. Un suicide est présumé, même si certains éléments relevés par certains historiens tels qu’Alain Decaux (dans Les Mystères du Passé) permettent de mettre en doute cette version et laissent penser à un meurtre commis par les FFI (traces de coups, « trous » dans le déroulement des événements...),.

## Les récits de Kurt Gerstein

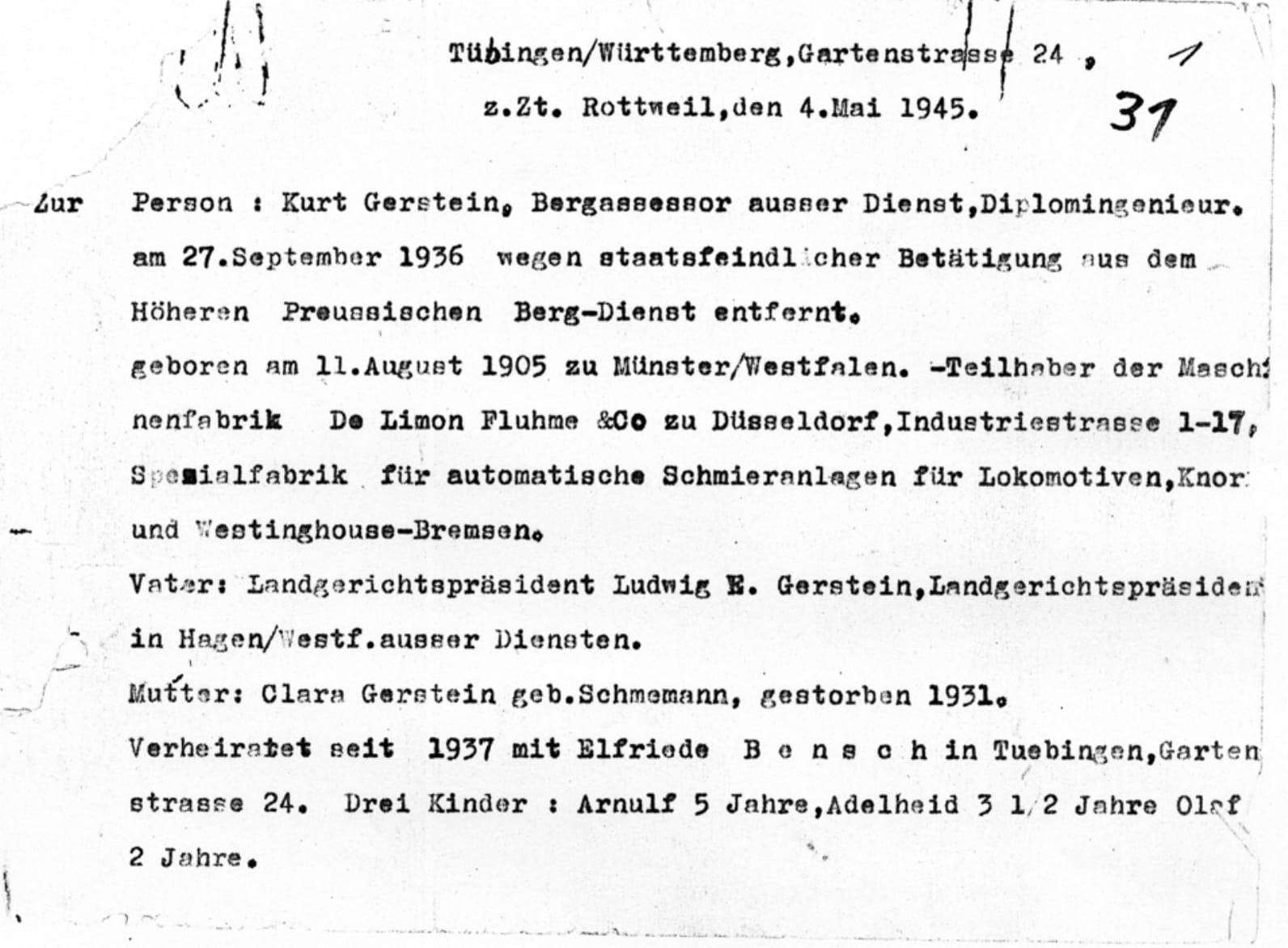
Page 1 (sur 33) du rapport de Kurt Gerstein, version du 4 mai 1945.

Le témoignage de Kurt Gerstein est constitué de deux séries de documents :
1. Le « rapport » spontané qu'il rédige durant le mois suivant sa constitution en prisonnier dans un « français hésitant », selon les termes de Léon Poliakov[63] ;
2. Les interrogatoires menés à Paris, principalement celui du 19 juillet[64]. Les explications de Gerstein peuvent être scindées en deux parties : la mission jusqu'au camp d'extermination de Belzec et le séjour à Belzec (ainsi que la visite de Treblinka et Maidanek). L'interrogatoire du 19 juillet est la source principale pour la première partie ; le rapport, celle pour la seconde.

Note : Les extraits reprennent tel quel le texte du rapport de Kurt Gerstein, dans la version éditée par Pierre Joffroy en annexe à son ouvrage L'espion de Dieu. La passion de Kurt Gerstein ; on y trouve des fautes de syntaxe, d'orthographe et de style, ainsi que des incohérences typographiques, mais c'est ainsi que Kurt Gerstein s'est exprimé au moment de sa détention par les Alliés.

### Première partie
Début juin 1942, le Sturmbannführer (commandant) Günther apparaît dans son bureau pour lui donner l'ordre de prendre livraison, à Kollin, près de Prague, de deux cent soixante kilogrammes de cyanure de potassium (cent kilogrammes d'acide prussique selon le « rapport ») et le transporter en un lieu connu du seul chauffeur de la voiture (le camion, dans le « rapport »), lui-même de l'Office central de sécurité. Il précise aussi que c'est lui-même qui fixa la quantité de produit à prendre de manière à « utiliser à fond la capacité de transport de la voiture » et choisit l'usine de Kollin. On lui souligne que cette mission se fera sous le sceau du secret d'État. Kurt Gerstein dit avoir été choisi « au hasard d'une désignation provenant d'un chef quelconque » du département de chimie auquel Günther se serait adressé, et « parce qu'on le considérait comme un spécialiste de l'utilisation du cyanure pour la désinfection », qui est placé, dit-il, dans les locaux « de manière à ce que le liquide se rendit volatil ». Pour ce qui est de la procédure d'utilisation homicide du cyanure de potassium, Kurt Gerstein affirme que « Günther n'en avait pas la moindre idée. Il supposait que je devais en avoir une. Mais, en réalité, je n'en avais pas... ». En plus du convoyage, il aurait été « chargé de prendre toutes dispositions utiles pour […] remplacer comme moyen d'extermination le moteur Diesel à échappement toxique par l'emploi du cyanure. » À Kollin, ils prennent livraison de quarante-cinq bouteilles d'acier contenant le cyanure ainsi qu'un passager, le docteur Pfannenstiel « ayant encore de la place à la voiture ». Du chauffeur, il reçoit « en cours de route […] des instructions [pour se] rendre à Lublin, auprès du Gruppenführer (général de division) SS Globocnik qui commandait les quatre camps d'extermination ». Attendu, il est reçu en audience le 17 août. Le général lui révèle qu'il venait, l'avant-veille, de recevoir la visite d'Hitler et Himmler, venus lui demander une accélération du processus. Il lui précise : « cette chose est des plus secrètes qu'il y a. Quiconque en parle sera fusillé. Hier, deux parleurs sont morts. […] Il y a trois installations : 1. Belzec […], maximum par jour 15 000 personnes ; 2. Sobibor [...], 20 000 pers. p. jour ; 3. Treblinka […], 25 000 par jour ; 4. Maidannek, vu en préparation . »

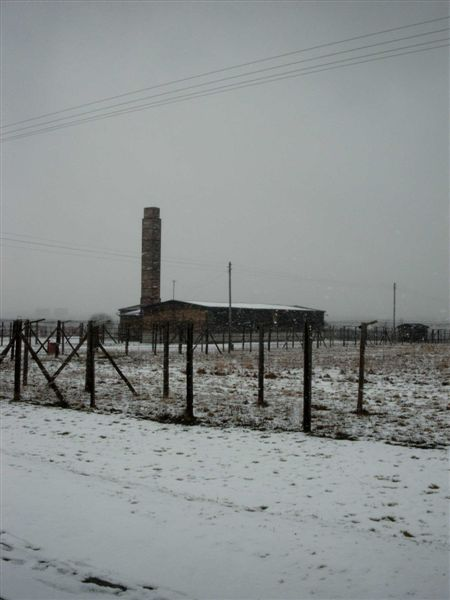
Majdanek.

Il lui donne l'ordre de se rendre à Belzec, précisant qu'il irait également « car nul ne pouvait être reçu au camp sans être présenté par le général en personne ». L'une des bouteilles de cyanure fut, en cours de route, « vidée par mes soins avec toutes les précautions voulues, car c'était dangereux. […] Les quarante-quatre bouteilles restantes n'ont pas été portées au camp de Belzec mais furent dissimulées par le chauffeur et moi-même à douze cents mètres environ du camp ». Cela fut possible car « le chauffeur a eu peur en cours de route et, alors que nous avions chargé le poison, il n'a pas mieux demandé que de me voir débarrasser la voiture de ce qui, pour lui, constituait un danger ». À Belzec, ce 18 août, il justifie ainsi la non-livraison : 

« J'ai indiqué au commandant du camp le danger que présentait le cyanure en lui faisant connaître que je ne pouvais prendre la responsabilité d'emploi du cyanure que j'avais apporté. Le commandant était un homme peu cultivé et s'est contenté de mes explications, disant par ailleurs être satisfait du système d'extermination en usage. »

 Au commandant Mattei qui exprimait son incrédulité : « Vous avez […] reçu à Berlin une mission […] si importante que vous deviez l'accomplir comme un secret d'État ; vous avez visité trois camps, vous avez été reçu en audience par un général qui, étant donné le but de votre mission, a cru devoir vous rapporter les propos mêmes des deux grands chefs nazis. Comment pouvez-vous persister à nous faire croire : 1. que vous n'avez pas rempli le but même de votre mission ; 2. que vous n'avez rendu compte à personne de celle-ci ; 3. que personne ne vous a non plus rien demandé à ce sujet », Kurt Gerstein répond « le Hauptmenn politzei Wirth [le véritable commandant du camp, présent le lendemain de l'arrivée de Gerstein] avait une telle position personnelle auprès de Hitler et Himmler qu'il put me dire de ne plus m'occuper de cette affaire. »
Le 20 août, il est emmené à Majdanek et Treblinka « par le Hauptmann Wirth et le professeur docteur Pfannenstiel pour [examiner] sur place les possibilités de remplacer le système d'extermination employé (moteur Diesel à dégagement toxique) par le cyanure ».

### Seconde partie
Selon son rapport, Kurt Gerstein arrive le 17 août 1942 à Belzec en Pologne. L'Hauptsturmführer (capitaine) Obermeyer de Pirmasens, à qui le général Globocnik le présente, lui fait visiter les lieux. Il note la présence, ainsi que dans toute la région, d'une odeur pestilentielle (venant des fosses où sont jetés les corps des suppliciés). Le lendemain, il assiste à l'arrivée d'un premier convoi de déportés :
« 45 wagons, contenant 6 700 personnes, 1 450 déjà morts à leur arrivée. » On fait se déshabiller les cinq mille deux cent cinquante survivants (7 × 750). Un petit garçon juif de quatre ans leur distribue des ficelles pour relier les chaussures. Les femmes vont se faire couper les cheveux, lesquels sont mis dans des sacs. « Guidés d'une jeune fille extraordinairement belle, […] totalement nus, les hommes, les femmes, les jeunes filles, les enfants, les bébés […] se dirigent vers les chambres de la mort […]. La majorité [d'entre eux] sait tout. L'odeur [de puanteur] leur indique le sort […]. La plupart sans mot dire » entrent dans les chambres, « Les hommes nus sont debout au pied des autres, 700-800 à 25 mètres carrés, à 45 m cube ! […] . » Les portes se referment. Mais le moteur Diesel ne démarre pas. Gerstein et Pfannenstiel attendent et observent, Wirth fulmine. À la lucarne de la porte en bois, Gerstein, montre à la main, note : « 50 minutes, 70 minutes, le diésel ne marche pas ! Les hommes attendent dans leur chambre à gaz. […] Après deux heures 49 minutes – la montre a tout enregistré – le diésel commence. Jusqu'à ce moment, les hommes dans les quatre chambres déjà remplis vivent, vivent, 4 fois 750 personnes à quatre fois 45 mètres cubes » De nouveau 25 minutes passent : « beaucoup, c'est vrai, sont morts […] Après 28 minutes, encore peu survivent ; après 32 minutes, enfin - tout est mort ! - De l'autre côté, des travailleurs juifs ouvrent les portes de bois […]. Comme des colonnes de Basalte les morts sont encore debout, étant pas la moindre place de tomber ou de s'incliner […]. On jête les corps bleus, humides de soudre […]. Des dentistes arrachent par moyens de martels les dents d'or […]. Les corps nus furent jetés dans les grandes fossées de 100 × 20 × 12 mètres environ, situés auprès des chambres de la mort. Après quelques jours, les corps se gonflaient et le tout s'élevait de 2-3 mètres par moyen de gaz, qui se formait dans les cadavres. Après quelques jours, le gonflement fini, les corps tombaient ensemble. Autre jour, les fossées furent remplies de nouveau et couvertes de 10 cm de sable. » Le lendemain, 20 août, il visite Treblinka : « 8 chambres à gaz et vraies montagnes de vêtements et de linge, 34-40 m environ d'altitude ! ». Kurt Gerstein déclare avoir également visité Maidanek (« vu en préparation ») .

Plan du camp d'extermination de Bełżec, en Pologne.

Kurt Gerstein ajoute qu'au début de 1944 Günther lui demanda de grandes quantités d'acide prussique « pour un destin obscur. L'acide devait être fournie à Berlin. » Kurt Gerstein soupçonne, vu les quantités astronomiques commandées, qu'il s'agira de tuer une bonne partie du peuple allemand, les travailleurs étrangers ou les prisonniers de guerre, et il repense à la phrase de Goebbels : « fermer les portes derrière eux, si le nazisme ne réussirait jamais. […] J'ai sur moi les notes de 2 175 kg, mais en vérité il s'agit de cca 8 500 kg, assez pour tuer 8 millions d'hommes . » Il fait envoyer l'acide loyalement comme désiré. Mais, aussitôt après son arrivée, il le fait employer à la désinfection […]. « J'ai fait écrire à mon nom les notes pour - comme je l'ai dit - discretion, en vérité pour être quelquement libre dans les dispositions et pour mieux faire disparaître l'acide toxique. » Jouant sur l'autorité de la SS, il ne paie pas lesdites factures à la Degesch qui fournit l'acide.
L'interrogatoire se termine ainsi : « Dans les trois camps que j'ai visités, il est mort le jour de ma visite environ trente cinq mille juifs […]. Sans être très précis, je puis indiquer que le système d'extermination a dû commencer au mois d'avril 1942. Je pense que l'extermination a duré toute la guerre puisque je n'ai jamais entendu dire qu'elle ait cessé. » Le service qui, à l'intérieur du RSHA, s'en occupait « s'appelait le Einsatz Reinhardt ».
Kurt Gerstein clôt son « rapport » avec la phrase : « Je suis prêt à prêter serment que toutes mes déclarations sont totalement vraies . »

## L'analyse de la justice
Juste après la fin des hostilités, à l'été 1945, les interrogateurs français de Kurt Gerstein sont restés dubitatifs devant les monstruosités qu'ils entendaient.

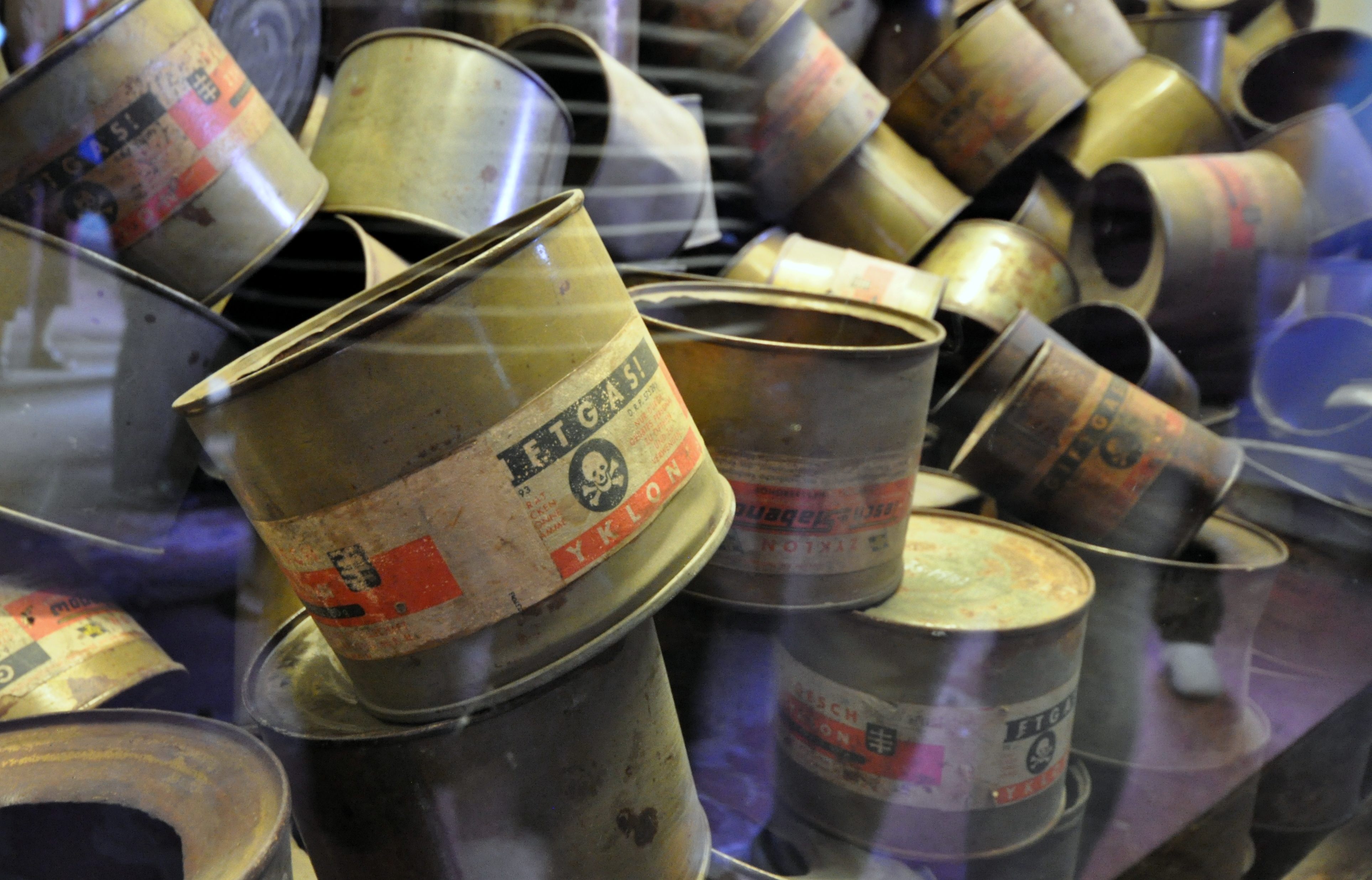
Boîtes de Zyklon B, à Auschwitz.

En 1950, la chambre de dénazification de Tübingen refuse de laver l'honneur de Kurt Gerstein. Les juges reconnaissent bien qu'en « mettant de hautes personnalités de l'Église protestante et des membres de la résistance hollandaise au courant de ces exterminations [...] et en rendant inutilisables deux livraisons d'acide prussique, Gerstein a fait acte de résistance et a ainsi couru de grands risques ». Ils poursuivent cependant : « Au vu de l'horreur des crimes commis, cette attitude [...] ne saurait l'exonérer complètement de sa coresponsabilité. [...] Kurt Gerstein aurait dû se refuser de toutes ses forces à devenir l'intermédiaire d'une extermination organisée. La Chambre est d'avis qu'il n'a pas fait tout ce qui était en son pouvoir en ce sens, et qu'il aurait pu trouver d'autres moyens encore de se tenir à l'écart de cette action. Il n'est ni compréhensible ni excusable qu'un chrétien convaincu comme il l'était [...] ait consenti [...] à passer des commandes à l'entreprise Degesch (Deutsche Gesellschaft für Schädlingsbekämpfung, l'entreprise qui fournissait le gaz Zyklon B aux services d'hygiène dirigés par Gerstein) ». La conclusion des juges allemands, cinq ans après la fin de la guerre, est la suivante : « Qu'à lui seul il n'ait pu empêcher les exterminations ni sauver la vie, même d'un petit nombre, voilà ce qu'il aurait dû comprendre clairement, après ce qu'il avait vu à Belzec. La Chambre a donc accordé à Gerstein des circonstances atténuantes et ne l'a pas compté au nombre des criminels principaux, mais parmi les « Belastete ».
Cinq années passent encore, et le « cas Gerstein » est à nouveau devant les juges, cette fois au tribunal de Francfort qui juge en appel l'ex-directeur de la Degesch, Gerhard Peters. Le tribunal a mené une étude comparative de trois versions du rapport de Gerstein (une en français et deux en allemand), et interrogé de nombreux témoins, y compris des SS en poste à Auschwitz ou des connaissances auxquelles Gerstein s'était confié : il s'agissait de déterminer ce qu'il était advenu des quantités importantes de ce poison qui avait été livré au nom personnel de Kurt Gerstein. Au terme des auditions et du travail d'analyse sur les textes, travail que Saul Friedländer considère comme l'enquête la plus méthodique faite à ce sujet, le tribunal conclut notamment :
« Selon ces témoignages, Gerstein représentait le type d'homme qui, en vertu de ses convictions les plus profondes, désavouait, voire haïssait intérieurement le régime nazi, mais y participait pour y combattre de l'intérieur et éviter pis encore. Gerstein, cependant, n'était qu'Obersturmführer SS et ne représentait dans ce formidable engrenage qu'un rouage relativement secondaire dont le rôle était limité à un domaine bien déterminé. En dépit des efforts les plus grands et des intentions les meilleures, il n'eut pas suffisamment d'importance ni d'influence pour stopper cette machine, ou, plus précisément encore, pour agir sur ce qui sortait du cadre de son domaine. La machine était plus forte que lui. Il finit par s'en rendre compte et en souffrait manifestement beaucoup.

En résumé, le tribunal constate que :
1. Le Zyklon B commandé par Gerstein a été livré à des fins de mise à mort ;
2. Gerstein n'a pas commandé le Zyklon B de sa propre initiative, mais sur ordre de ses supérieurs hiérarchiques dans la SS ;
3. Certes, Gerstein s'est efforcé d'employer le Zyklon B à d'autres fins qu'à des mises à mort, mais on ne peut exclure la possibilité qu'il n'y soit pas entièrement parvenu. »

Malgré cela, il faut encore attendre cinq ans pour que le jugement de la Chambre de dénazification de Tübingen soit remis en cause et Kurt Gerstein réhabilité. Cela se fait non dans un tribunal, mais par décision du ministre-président de Bade-Wurtemberg, Kurt Kiesinger. Le ministre déclare le 20 janvier 1965 que « Gerstein a lutté contre le national-socialisme dans la mesure de ses forces et en a souffert en conséquence ».
Cette décision suffit à réhabiliter la mémoire de Kurt Gerstein, et ouvre à sa veuve la possibilité de toucher une rente. Mais rien n'est dit sur ce que lui reprochait le tribunal de Tübingen, à savoir l'inutilité de ses efforts, opposant ainsi les « bons Allemands » innocents car n'ayant rien fait du tout, à un « chrétien nazi » coupable de ne pas en avoir fait assez : c'est dans ce paradoxe que Saül Friedländer voit toute l'ambiguïté de Kurt Gerstein et, plus largement, des personnalités fortes qui ont au cours de l'Histoire cherché à combattre de l'intérieur un régime totalitaire.
Inutiles car non couronnés d'un succès absolu, les efforts déployés par ces opposants internes se transforment, après la fin du régime criminel, en culpabilité.

## L'analyse des historiens
Dans Le Bréviaire de la Haine, paru en 1951, Léon Poliakov est le premier historien à publier et à valider le témoignage de Kurt Gerstein. Il note : « Il prit la téméraire décision d'entrer dans la SS afin de tenter de saboter de l'intérieur l'œuvre de l'extermination [...] Il tenta d'alerter le monde et réussit effectivement à contacter un diplomate suédois, le baron von Otter. Il croyait (aux dires de Von Otter) que « aussitôt que les larges masses de la population allemande apprendraient le fait de cette extermination, qui leur serait confirmé par des étrangers non prévenus, le peuple allemand ne tolèrerait plus un seul jour les nazis ». Il tenta aussi de se faire recevoir par le nonce du pape à Berlin, mais il fut éconduit. Le gouvernement suédois semble avoir fait preuve de la même prudence puisqu'une note sur cette affaire ne fut communiquée au gouvernement britannique qu'après la fin des hostilités. »

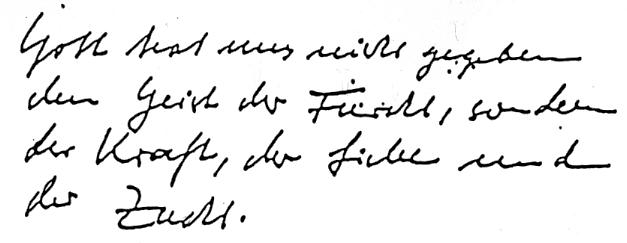
Manuscrit de Gerstein.

Les travaux de Saul Friedländer sur la personnalité de Kurt Gerstein, présentée dans une biographie parue en 1967, Kurt Gerstein ou l'ambiguïté du Bien, l'amèneront également à conforter la véracité du récit. L'auteur n'hésite pourtant pas à souligner les aspects ambigus du personnage, en particulier en ce qui concerne les motivations profondes qui le poussent à entrer au parti nazi puis dans la SS, et son idée de lutter pour le bien en étant au cœur du mal. Sa conclusion est pourtant que l'ambiguïté de Kurt Gerstein est en tout premier lieu due à son isolement : si des dizaines ou des centaines d'autres Allemands avaient décidé eux aussi de saboter le système de l'intérieur, Kurt Gerstein aurait été vu avec eux comme un héros et le combat de sa vie ne se serait pas transformé en sacrifice inutile qui devint culpabilité aux yeux de ses interrogateurs et des juges chargés de le réhabiliter après la guerre. Dans son ouvrage de référence sur la Shoah paru ultérieurement, L'Allemagne nazie et les Juifs, 1939-1945, Friedländer reprend le témoignage de Gerstein sur le gazage auquel il a assisté à Belzec le 20 août 1942 ainsi que sur sa tentative d'alerter un diplomate suédois sans émettre de doute quant à sa véracité. Dans ce même ouvrage, il écrit que « Gerstein était exceptionnel et seul en son genre en tant que membre moralement tourmenté mais aussi traître du système d'extermination ».
Raul Hilberg confirme pour sa part le rôle de Gerstein dans l'achat de Zyklon B destiné à Auschwitz, ainsi que son arrivée en août 1942 à Belzec où il assiste à un gazage au monoxyde de carbone qu'il chronomètre et qui dure plus de trois heures en raison d'une défaillance du moteur Diesel. Il tient aussi pour véridique le fait que Gerstein ait dévoilé « le pot-aux-roses » au diplomate suédois, le baron von Otter, lors d'un voyage en train dans l'express Varsovie-Berlin à la fin de l'été 1942.
À propos de Gertsein, Uwe Dietrich Adam souligne que : « Les indications de Gerstein quant au nombre de victimes à tuer à Belzec sont tellement invraisemblables qu’un profane peut s’en rendre compte immédiatement. [...] [Le négationniste] Robert Faurisson se fonde sur cette erreur absurde pour mettre en doute globalement le témoignage de Gerstein. Mais une erreur de ce type renforce au contraire la crédibilité et la bonne foi du récit. »
En effet, le rapport Gerstein, en particulier les différences – souvent minimes – existant entre ses diverses versions disponibles et certaines erreurs de chiffre évidentes, vont être instrumentalisées par les négationnistes qui chercheront à remettre en cause toute la réalité des chambres à gaz en partant de mètres cubes mal évalués par Gerstein. Tout en ergotant sur des détails de forme, ils passent sous silence les très nombreux témoignages confirmant le fond du récit de Kurt Gerstein, ne serait-ce que celui du médecin nazi Pfannenstiel qui accompagnait Gerstein à Belzec, et qui a déposé à deux reprises devant la justice allemande après la guerre.
En 1985, Henri Roques soutient une thèse en Lettres à l'université de Nantes intitulée Les confessions de Kurt Gerstein. Étude comparative des différentes versions, à tendance négationniste. Son jury se composant de personnalités professant des idées similaires, la thèse est acceptée dans un premier temps, avec la mention « très bien ». Cependant, cette reconnaissance universitaire d'idées négationnistes provoque un scandale conduisant à l'annulation de la thèse, et à la mise à la retraite d'office de Pierre Zind, l'un des membres du jury. La thèse est ensuite analysée et sévèrement démentie par plusieurs historiens dont Pierre Bridonneau ou Pierre Vidal-Naquet, qui écrit notamment : « Il ne pose pas la vraie, la seule question : y a-t-il, oui ou non, des témoignages et des documents qui attestent que Kurt Gerstein a effectivement assisté à un gazage à Belzec ? Or, ces témoignages, directs ou indirects, existent et sont parfaitement probants. [...] Gerstein [...] n'était certes pas le témoin idéal dont rêvent les présidents de cour d'assises, mais son récit est amplement vérifié. Une fois encore, le révisionnisme apparaît comme une entreprise de déréalisation du discours et sa littérature est un pastiche, un pastiche de l'Histoire. »
En 1999, l'historien Christopher Browning, agissant en tant qu'expert de la défense dans le procès intenté par David Irving à Penguin Books et à Deborah Lipstadt, a écrit : « De nombreux aspects du témoignage de Gerstein sont indiscutablement problématiques. Plusieurs affirmations qu'il attribue à Globocnik sont évidemment exagérées ou fausses et on ne voit pas clairement si la source fautive est Gerstein ou Globocnik. Dans d'autres affirmations, telles que la hauteur des piles de chaussures et de vêtements à Belzec et à Treblinka, c'est clairement Gerstein lui-même qui est la source de l'exagération. Gerstein a aussi ajouté des exagérations grossières sur des choses dont il n'était pas témoin oculaire, comme quand il prétend qu'un total de 25 millions de Juifs et autres avaient été gazés. Mais pour l'essentiel, à savoir qu'il s'est trouvé à Belzec et y a assisté au gazage d'un convoi de Juifs en provenance de Lwow, son témoignage est pleinement corroboré par Pfannenstiel. Il l'est aussi par d'autres catégories de témoins de Belzec. »

## Le Mur rose(de l'hôpital d'Ajaccio)
Ce tableau peint par Henri Matisse en 1898 avait été découvert en 1948 par la gendarmerie nationale dans une cache aménagée par Kurt Gerstein près de Tübingen (alors en zone française d’occupation). L'œuvre avait été confisquée à son propriétaire juif et était sans doute arrivée entre les mains de Gerstein par l'intermédiaire de Hans Lange, un de ses amis d'enfance qui était marchand de tableaux à Berlin et était un des principaux liquidateurs des collections juives spoliées en Allemagne. Perdu dans les méandres de l'administration, le tableau est finalement identifié à la suite de l'exposition « À qui appartenaient ces tableaux » organisée à l’initiative du ministère de la Culture et de la Communication et du ministère des Affaires étrangères, successivement au Musée d’Israël à Jérusalem et au Musée d'art et d'histoire du judaïsme à Paris. Il est restitué le 27 novembre 2008, par Christine Albanel, ministre française de la Culture, aux héritiers de son propriétaire précédent, Harry Fuld Junior.

## Dans la culture populaire
Le dramaturge Rolf Hochhuth a écrit, au début des années 1960, une pièce de théâtre (Der Stellvertreter. Ein christliches Trauerspiel, en français : Le Vicaire) sur la base du témoignage de Kurt Gerstein. La pièce a été créée en 1963 à Berlin par le metteur en scène Erwin Piscator.
Costa-Gavras s'est inspiré de cette pièce pour son film Amen., sorti en 2002. Le rôle de Gerstein y est tenu par l’acteur allemand Ulrich Tukur.
Ces œuvres ont assuré une renommée mondiale à Gerstein.

### Œuvres inspirées de la vie de Kurt Gerstein
- Chroniques d'une planète provisoire, pièce de théâtre d'Armand Gatti datant de 1962, met en scène le personnage de Gerstein rebaptisé « Quatrain » dans cette œuvre[97].
- Le Vicaire, pièce de théâtre de Rolf Hochhuth, jouée à Berlin en 1963 inspirée du récit de Gerstein et mettant en cause Pie XII et l'Église catholique romaine[98].
- Le film Amen. de Costa-Gavras, sorti en 2002, produit d'après la pièce de Rolf Hochhuth.
- La pièce Either Or de Thomas Keneally (auteur du roman La liste de Schindler). La première fut donnée au Theater J (Washington DC) le 2 mai 2007, avec Paul Morella dans le rôle de Gerstein[99].

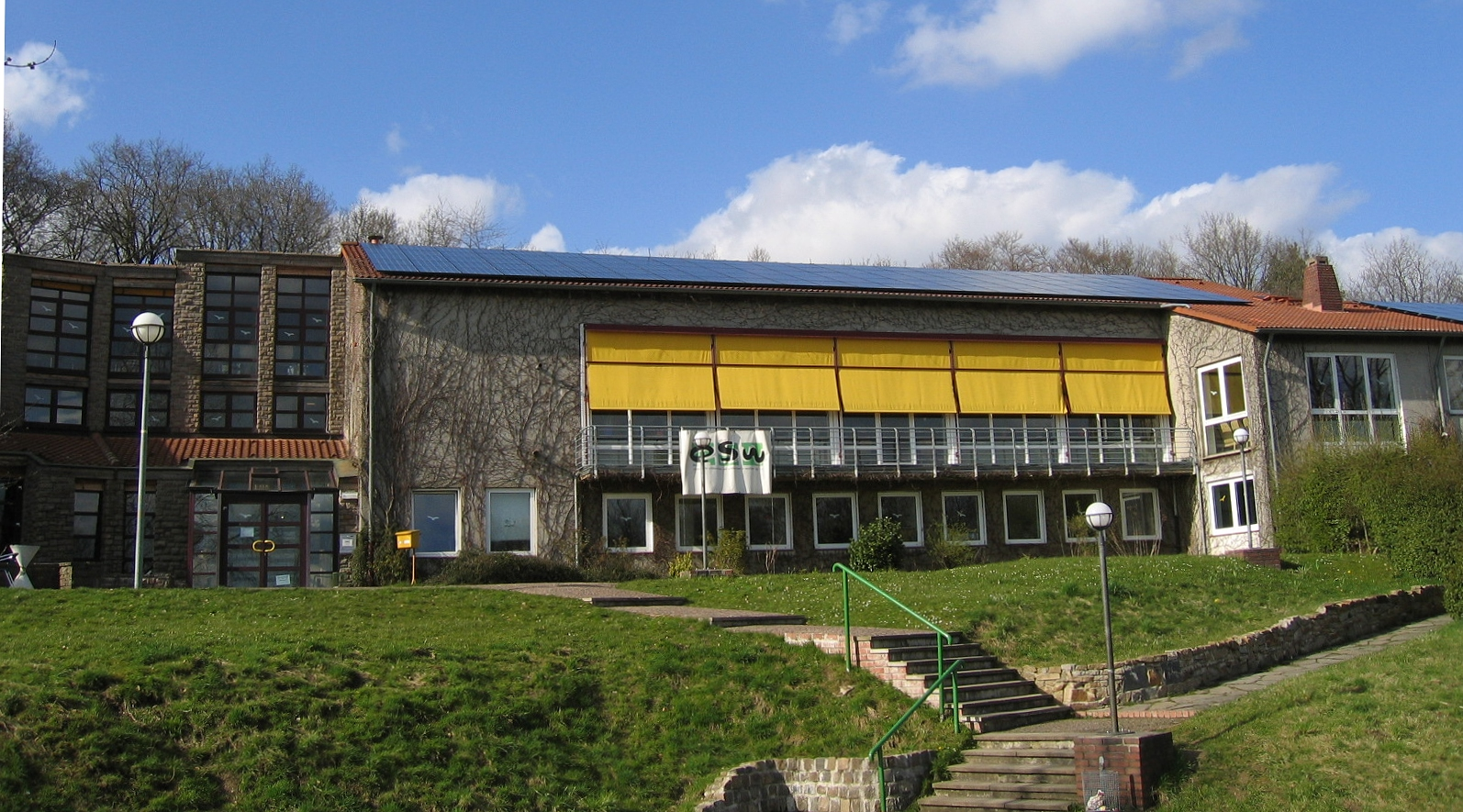
La « Maison Kurt Gerstein » (musée, archives) non loin de Hagen.